# فرماندهی نیروهای ویژه (ترکیه)
فرماندهی نیروهای ویژه ترکیه (ترکی استانبولی: Özel Kuvvetler Komutanlığı — OKK) تیپ نیروهای ویژه نیروهای مسلح ترکیه و تحت امر ستاد کل نیروهای مسلح ترکیه است، که در سال ۱۹۹۲ تأسیس شد. ستاد فرماندهی این یگان در شهر آنکارا قرار دارد.

## ماموریت ها
وظایف اصلی فرماندهی، سازماندهی و آموزش مردم در صورت وقوع جنگ احتمالی و انجام عملیات ویژه فراتر از توانایی سایر واحدهای نظامی است. پرسنل نیروهای ویژه به سرعت وارد محیط عملیاتی می شوند و به عنوان یک افزایش دهنده نیرو مهم عمل می کنند. در راستای اطلاعات دریافتی از سازمان اطلاعات ملی (MIT) ، آنها حملاتی را که در اصطلاح عملیات ویژه به آن اقدامات مستقیم می گویند، علیه کارکنان اجرایی سازمان های تروریستی و نقاط حساس آن سوی مرز انجام می دهند. در کشورهایی که شرایط جنگ ادامه دارد، یک تیم وظیفه خارجی که زبان آن کشور را می‌داند و تجربه در منطقه دارد، مأمور حفاظت از سفارت‌خانه‌ها، دفاع از منطقه در صورت هرگونه حمله و تخلیه پرسنل می‌شود. مارون برتس نیز وظیفه حفاظت نزدیک از دولتمردان را انجام می دهد. آنها وظایف حفاظتی و امنیتی فرماندهان نیروها و ژنرال های عالی رتبه به ویژه رئیس ستاد کل ارتش را بر عهده می گیرند. آنها فعالیت های آموزشی، کمکی و پشتیبانی را برای ارتش کشورهای دوست و متحد انجام می دهند. آنها از قبل به مناطقی که عملیات در آنجا انجام می شود نفوذ می کنند، تأسیسات و واحدهای حیاتی را علامت گذاری و خنثی می کنند و با جمع آوری اطلاعات شناسایی و اطلاعات در قلمرو دشمن، نیروهای دوست را قادر می سازند با سهولت بیشتری وارد عمل شوند. آنها همچنین مسئول انجام عملیات نجات زندانیان از قلمرو دشمن در معرض خطر بالا هستند.

## آموزش
پرسنل داوطلب در میان افسران، درجه داران و درجه داران متخصص نیروهای مسلح ترکیه می توانند برای آموزش درخواست دهند. آنها 47 دوره را در 3 شاخه مختلف آموزش داخلی، بین المللی و تخصصی مطالعه می کنند. سربازانی که 72 هفته دوره های صلاحیت پایه را در کشور می گذرانند، بین 10 تا 52 هفته به صورت داوطلبانه در خارج از کشور آموزش می بینند و در عرض 3.5 سال به سطحی می رسند که بتوانند در تیم های ویژه خدمت کنند. برخی از توانایی های به دست آمده به شرح زیر است؛ 
•جنگ غیر متعارف و انواع مختلف جنگ‌های ویژه
•عملیات‌های ویژه شناسایی و نفوذ ویژه
•عملیات مأموریت مستقیم
• عملیات‌های سطحی و زیر آب، 
°چتر نجات استاتیک و HALO/HAHO (پرش در روز و شب)
•مبارزه با تروریست‌های ساکن در منطقه / CQC Operation)
•ادامه ی بقا در طبیعت
• شکنجه-بازجویی
° مقاومت، کمین، حمله، خرابکاری، فرار-گریز 
•حفاظت VIP و تیراندازی تاکتیکی تیراندازی خبره
• اطلاعات و زبان خارجی 
•عملیات در برف عمیق، سرمای شدید و در گرمای بیابانی 
•روابط عمومی شرح هدف
• مقررات آتش سوزی، ارزیابی خسارت کمک های اولیه و اضطراری، تکنسین جراحی
• تکنیک های تخریب، مین ها و تله های انفجاری
یگان حاضر در مراسم سوگند پرسنل جدید پیوستن به فرماندهی نیروهای ویژه «تیم شاهد» نام دارد.